# Heinrich Kaspar Schmid

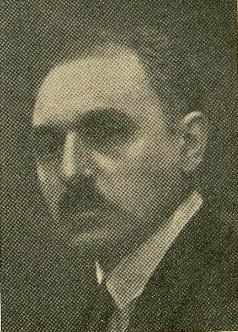
Heinrich Kaspar Schmid (1924)

Heinrich Kaspar Schmid (* 11. September 1874 in Landau an der Isar; † 8. Januar 1953 in Geiselbullach) war ein deutscher Komponist.

## Leben und Werk
Schmid wuchs als Sohn eines Lehrerehepaars auf und war vom 10. bis 15. Lebensjahr Mitglied der Regensburger Domspatzen. Nach seinem Abitur war er zunächst bei der Eisenbahn angestellt und studierte von 1899 bis 1903 Musik an der Akademie für Tonkunst in München. Seine Lehrer waren unter anderem Ludwig Thuille (Komposition), Berthold Kellermann (Klavier), und Josef Becht (Orgel).
Nach Abschluss seines Studiums (mit Bestnoten) unternahm Schmid von 1903 bis 1905 Konzertreisen als Pianist zusammen mit dem Violinisten Willy Burmester. 1905 erhielt er einen Ruf als Dozent für Klavier und Harmonielehre an die Akademie der Tonkunst in München.
Neben seiner Lehrtätigkeit war er von 1909 bis 1919 Dirigent der Münchener Liedertafel von 1840.
1919 wurde Schmid zum Professor an der Akademie der Tonkunst in München ernannt und erhielt 1921 einen Ruf als Direktor an das Landeskonservatorium Karlsruhe. Von 1924 bis 1931 leitete er als Direktor des Städtischen Konservatoriums in Augsburg den Vorläufer des heutigen Leopold-Mozart-Zentrums. Ab 1932 war Schmid freischaffender Komponist in Geiselbullach bei München.
Schmid komponierte vor allem Chor-Musik, Kammermusik, Lieder und Kirchenmusik. Seine Kammeroper Der Stern des Kaisers op. 45 a schrieb er nach Texten von Joseph Bernhart.
Er war mit dem Musikwissenschaftler Alfred Einstein, dem Pianisten Karl Kottermeier und dem Organisten Arthur Piechler, seinem Schüler und Cousin, eng befreundet. Sein Grab ist auf dem Westfriedhof München.

## Ehrungen
- 1902: Königswarter Ehrenpreis für Komposition
- Ehrenbürger von Landau a. d. Isar
- Ehrenbürger von Geiselbullach